# Du hành trên quỹ đạo

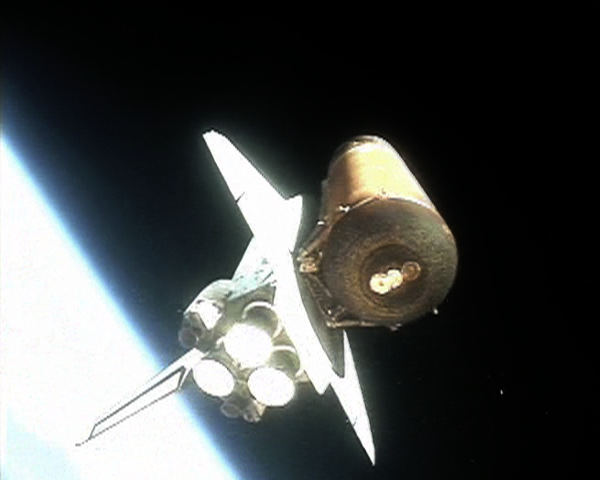
Tàu con thoi Discovery ở trên quỹ đạo

Một chuyến du hành trên quỹ đạo là khi một vật có đủ tốc độ để đi ít nhất một quỹ đạo.